# Wild Young Hearts
Wild Young Heart è il secondo album dei Noisettes, pubblicato il 20 aprile 2009 nel Regno Unito ed il 22 settembre dello stesso anno negli Stati Uniti.

## Tracce

### Edizione europea
1. Sometimes - 4:06
2. Don't Upset the Rhythm (Go Baby Go) - 3:49
3. Wild Young Hearts - 2:58
4. 24 Hours - 3:50
5. Every Now and Then - 3:43
6. Beat of My Heart - 3:26
7. Atticus - 4:18
8. Never Forget You - 3:12
9. So Complicated - 3:10
10. Saturday Night - 3:16
11. Cheap Kicks - 4:48

Bonus track
1. Ill Will - 5:28 (bonus track iTunes)

### Edizione statunitense
1. Wild Young Hearts - 2:57
2. Don't Upset The Rhythm (Go Baby Go) - 3:42
3. Never Forget You - 3:11
4. Saturday Night - 3:15
5. Atticus -	4:17
6. Every now and then - 3:42
7. 24 Hours - 3:50
8. Beat of My Heart - 3:24
9. Sometimes - 4:07
10. Cheap Kicks - 4:39

## Classifiche
| Classifica | Posizione più alta |
| ---------- | ------------------ |
| UK         | 7                  |
| Irlanda    | 36                 |
| USA        | 98                 |